# フランチェスコ・ジェミニアーニ
フランチェスコ・ジェミニアーニ（伊: Francesco Geminiani, 1687年12月5日 - 1762年9月17日）はイタリア後期バロック音楽の作曲家・ヴァイオリニスト・音楽理論家。演奏家としてロンドンやダブリンで活躍し、作曲家としてコレッリからヘンデルをつなぐ存在であった。
ルッカ出身。音楽全般をアレッサンドロ・スカルラッティに師事。ヴァイオリンはミラノでカルロ・アンブロジオ・ロナーティに、その後ローマでアルカンジェロ・コレッリに師事。1711年よりナポリの宮廷楽団のコンサートマスターに就任し、しばしば旧師スカルラッティと接触する機会を持った。1714年にヴィルトゥオーソとしての評判からロンドンに招かれ、とりわけ第3代エセックス伯ウィリアム・カペルの格別の庇護を受けた。1715年にヘンデルの通奏低音（チェンバロ）により、ジョージ1世に御前演奏を披露する。
音楽教師や作曲家として生計を立てつつ、美術の蒐集・販売にも熱を上げたが、こちらは常に成功したとはいえない。パリを訪れしばらくその地に暮らしたが、1755年にイングランドに戻る。1761年にダブリンを訪れた際、多くの時間と労力を捧げた手稿を使用人の一人に盗まれる。一説によると、手稿が盗まれた悔しさが死を早めたという。
ジェミニアーニは第一級のヴァイオリニストであったようだ。言い伝えによると、イタリアにおける門人からは、表情豊かなリズムのために、「熱血漢 Il Furibondo」と呼ばれていたという。こんにちでは、全部で42曲の協奏曲のうち、作品3や作品7の《合奏協奏曲集》が最も有名である。ジェミニアーニの合奏協奏曲は、コンチェルティーノにヴィオラを導入して、実質的な弦楽四重奏を形成している。これらの作品は、当時なおコレッリを愛したロンドンの聴衆を喜ばせるために、非常に対位法的に労作され、同時代のヨーロッパ大陸における「ギャラント様式」の流行とは好対照をなしている。ジェミニアーニはまた恩師コレッリのトリオ・ソナタを改作して、合奏協奏曲に仕立てたものを出版している。
『ヴァイオリン奏法論 Art of Playing the Violin 』は1751年にロンドンで出版され、18世紀イタリアのヴァイオリン演奏の方法論について最も有名な概説となっており、ヴィブラートやトリルなどの演奏技巧に詳しい説明が加えられていることから、後期バロック音楽の演奏習慣の研究者にとって、有意義な著書となっている。『和声法指南 Guida harmonica 』（初版は1752年ごろ、補遺は1756年）は、後期バロック音楽の比類ない理論書であり、通奏低音のパターンと実践についての百科事典として重宝する。全てで2236のパターンが載っており、作曲の学習者がこの著書を学べば、その後どんなバス課題に対してもすっかり対応することができるように配慮されている。
ジェミニアーニはたくさんのヴァイオリン作品を出版し、3巻のヴァイオリン協奏曲集、12のトリオ・ソナタ、チェンバロのためのレッスン、鍵盤楽器による伴奏法、ギター奏法論などの楽曲や著作がある。

## 作品
- Op.1 ヴァイオリンと通奏低音のためのソナタ集（12曲、1716年刊、ロンドン）
- Op.2 7声の合奏協奏曲集（6曲、1732年刊、ロンドン）
- Op.3 合奏協奏曲集（6曲、1733年刊）
- Op.4 合奏協奏曲集（6曲、ロンドン）
- Op.4-2 ヴァイオリンと通奏低音のためのソナタ集（6曲、1739年刊）
- Op.5 アルカンジェロ・コレッリのヴァイオリン・ソナタOp.5による合奏協奏曲集（12曲)
- Op.5-2 チェロと通奏低音のためのソナタ集（6曲、1746年刊）
- Op.6 合奏協奏曲集（6曲、1741年刊、ロンドン）
- Op.7 8声の堂々たる合奏協奏曲集（6曲、1746年刊）